# Lijst van burgemeesters van Kats
Dit is een lijst van burgemeesters van de voormalige Nederlandse gemeente Kats tot die gemeente in 1941 samen met Colijnsplaat opging de gemeente Kortgene.
| Ambtsperiode | Naam burgemeester                              | Partij of stroming | Bijzonderheden                                                                                             |
| ------------ | ---------------------------------------------- | ------------------ | --- |
| ??           | ??                                             |                    | |
| 18?? - 1844  | Pieter (P.) verschuur                          |                    | |
| 1844 - 1853  | Jan (J.) Tazelaar                              |                    | |
| 1854 - 1878  | J.H. (Johannes Hendrikus) Bijbau (1821-1891)   |                    | tevens burgemeester van Colijnsplaat en Kortgene                                                           |
| 1879 - 1891  | mr. L.A. (Leendert Abraham) Bijbau (1852-1927) |                    | tevens burgemeester van Colijnsplaat en Kortgene; zoon van zijn voorganger                                 |
| 1892 - 1899  | W.F.J. Wagtho                                  |                    | tevens burgemeester van Colijnsplaat en Kortgene                                                           |
| 1900 - 1904  | Reinhart (R.) van Ham                          |                    | tevens burgemeester van Colijnsplaat, eerder burgemeester van Hoofdplaat, later burgemeester van Rijnsburg |
| 1904 - 1940  | J.W.A. Stüte                                   |                    | tevens burgemeester van Colijnsplaat                                                                       |
| 1940 - 1941  | A.A. Schuit                                    |                    | tevens burgemeester van Colijnsplaat (1940-1941) en Kortgene (1937-1943 & 1944?-1965)                      |